# Братолюбовский элеватор
Братолюбовский элеватор (укр. Братолюбівський елеватор) — предприятие пищевой промышленности в селе Константиновка Херсонской области.

## История
В ходе восстановления Херсонской области после боевых действий Великой Отечественной войны и последствий немецкой оккупации в соответствии с четвёртым пятилетним планом восстановления и развития народного хозяйства СССР возле железнодорожной станции «Братолюбовка» был восстановлен хлебоприёмный пункт «Заготзерно», на базе которого в 1952 году было создано Братолюбовское хлебоприёмное предприятие.
В 1976 году здесь был построен элеватор, и в состав возникшего предприятия Братолюбовский элеватор вошли также склады Братолюбовского ХПП
После провозглашения независимости Украины элеватор перешёл в ведение министерства сельского хозяйства и продовольствия Украины.
В марте 1995 года Верховная Рада Украины внесла элеватор в перечень предприятий, приватизация которых запрещена в связи с их общегосударственным значением.
После создания в августе 1996 года государственной акционерной компании «Хлеб Украины» элеватор стал дочерним предприятием ГАК «Хлеб Украины».
14 ноября 2003 года в уставные документы предприятия были внесены изменения, после чего 7 декабря 2004 года часть закреплённого за элеватором государственного имущества была продана на товарной бирже.
После создания 11 августа 2010 года Государственной продовольственно-зерновой корпорации Украины элеватор был включён в состав предприятий ГПЗКУ.
В ходе проверки деятельности элеватора в сентябре 2012 года инспекторами Госпромнадзора было выявлено 102 нарушения законодательства по охране труда и промышленной безопасности (в том числе, незакрытые кожухами вращающиеся части механизмов и отсутствие ограждений опасных участков).
В ноябре 2015 года на элеваторе установили автоматический пробоотборник «Stork 440 Compact» итальянского производства.
В 2015—2016 маркетинговом году Братолюбовский элеватор (принявший на хранение 107 тыс. тонн зерна) являлся одним из пяти крупнейших элеваторов ГПЗКУ.
В первом квартале 2017 года установленная на элеваторе зерносушилка ДСП-32-ОТ×2 была реконструирована и переведена с использования дизельного топлива на сжиженный природный газ.

## Современное состояние
Основными функциями предприятия являются приём, хранение и отгрузка зерновых культур (пшеницы, кукурузы и ячменя), а также сои и семян масличных культур (горчицы, рапса и подсолнечника).
Общая рабочая ёмкость элеватора составляет 163,6 тыс. тонн (в том числе элеваторная — 130 тыс. тонн и складская — 33,6 тыс. тонн).